# Bythotrephes cederstroemii
Bythotrephes cederstroemii är en kräftdjursart som beskrevs av Schodler 1877. Bythotrephes cederstroemii ingår i släktet Bythotrephes och familjen Cercopagididae. Inga underarter finns listade.

## Bildgalleri

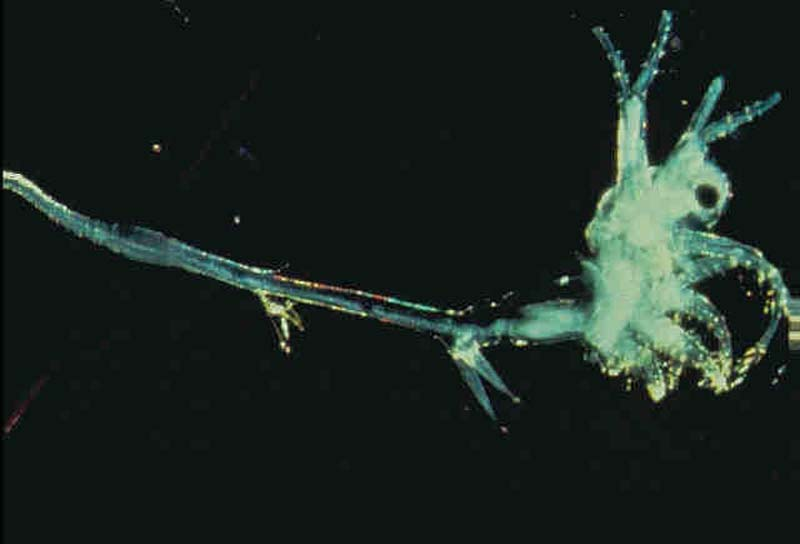